# Финляндия на «Евровидении-1987»
Финляндия участвовала в конкурсе песни Евровидение 1987, состоявшемся 9 мая в Брюсселе, в Бельгии, представив певицу Вирве Рости, избранную посредством национального отборочного конкурса.

## Национальный финал
В финальном конкурсе национального отбора, организованного телерадиокомпанией YLE, приняло участие десять исполнителей. Конкурс состоялся в студии YLE в Хельсинки. Победитель выбирался по итогам голосования телезрителей, приславших свои голоса почтовыми карточками.
| Порядок | Исполнитель                | Песня                    | Баллы | Место |
| ------- | -------------------------- | ------------------------ | ----- | ----- |
| 1       | Матти Эско                 | Isäni maa                | 4513  | 6     |
| 2       | Леена Нилссон              | Ei yhtään laivaa         | 1074  | 9     |
| 3       | Кису                       | Kiitos ja anteeks        | 1001  | 10    |
| 4       | Вирве Рости                | Sata salamaa             | 16935 | 1     |
| 5       | Йорма Кяярияйнен           | Tuuli soittaa            | 2589  | 7     |
| 6       | Паула Койвуниеми           | Musiikki on niinku se on | 8753  | 3     |
| 7       | Джони Лии Михаэльс         | Kesätuuli                | 15369 | 2     |
| 8       | Юсси Халме & Хелена Миллер | Hei, me lennetään        | 4925  | 5     |
| 9       | Семья Леены Нильссон       | Eilinen uudelleen        | 1383  | 8     |
| 10      | Тауски & Co.               | Communication            | 7294  | 4     |

## На конкурсе
Песня «Sata salamaa» финской исполнительницы Вирве Рости прозвучала восемнадцатой (после исполнителя с Кипра и перед участником из Дании) и набрала 32 балла, заняв 15 место (из 22).